# Вестник (река)
Вестник — река на полуострове Камчатка в России. Протекает по территории Елизовского района Камчатского края.
Длина реки — 62 км. Площадь водосборного бассейна — 627 км². В среднем течении имеет крайне извилистое русло. Впадает в одноимённую бухту Тихого океана.
Названа в 1882 году во время гидрографической экспедиции экипажем клипера Вестник в честь своего корабля.

## Притоки
Объекты перечислены по порядку от устья к истоку.
- 1 км: Жёлтая, Уральская
- 16 км: Инюшка
- 21 км: Песочный
- 35 км: река без названия
- 41 км: река без названия
- 44 км: река без названия

## Данные водного реестра
По данным государственного водного реестра России относится к Анадыро-Колымскому бассейновому округу.
Код объекта в государственном водном реестре — 19070000212120000024067.